# Dōmaru

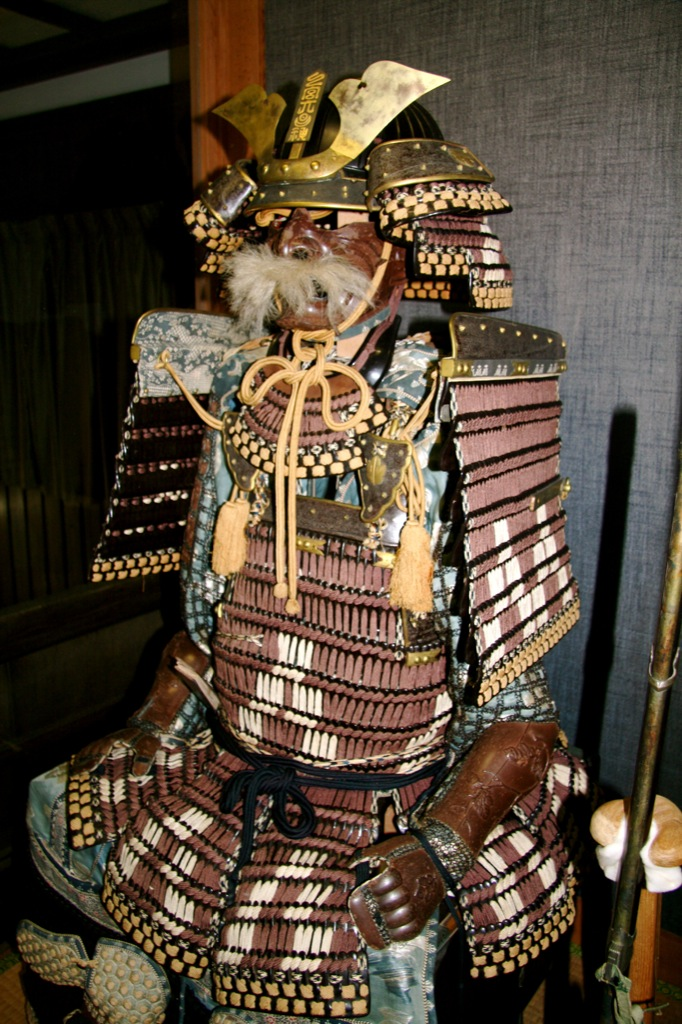
Japanische Domaru-Rüstung

Die Dōmaru (jap. 胴丸) ist ein japanischer Rüstungstyp, der von der Infanterie getragen wurde.

## Beschreibung
Die Dōmaru wurde um den Körper des Trägers gewickelt und auf der rechten Seite geschlossen. Im Unterschied zur Ōyoroi, deren Brustpanzer, linke Seite und Rückenpanzer aus einem Stück waren und die rechte Seite davon getrennt, war die Dōmaru aus einem Stück.
Da die Dōmaru vor allem von Fußsoldaten der unteren Ränge getragen wurde, ist ihr Beinschutz (Kusazuri) aus acht Streifen gefertigt, um den Beinen eine hohe Bewegungsfreiheit zu ermöglichen. Bei der Ōyoroi besteht er aus nur vier.
Auf Grund des niedrigeren Status der Träger war die Dōmaru auch nicht so reichhaltig verziert wie die Ōyoroi, als einzige Verzierung hatte sie auf beiden Schultern angebrachte Metallplättchen, die als Gyōyō (jap. 杏葉; Aprikosenblätter) bezeichnet wurden.
Sie wurde in der mittleren Heian-Zeit, also im 11. Jahrhundert, entwickelt. Sie gehört mit der Ōyoroi und der Haramaki zu den drei wichtigen Rüstungstypen der Epoche und wurde erst zum Ende der Muromachi-Zeit (16. Jahrhundert) von der Tōseigusoku abgelöst.